# 白尾梢蜂鸟
白尾梢蜂鸟（学名：Urosticte benjamini）是雨燕目蜂鸟科的一种鸟类。
白尾梢蜂鸟体重约3.9克，翼长约50.6毫米，嘴峰长约20.7毫米，喙宽度约1.9毫米，喙厚度约1.6毫米，跗蹠长约5.1毫米，尾长约36.4毫米。白尾梢蜂鸟在其分布区内为留鸟，其栖息在密集的高大树木组成的森林中，食性为草食性，主要食物来源是植物的花蜜。
白尾梢蜂鸟分布于哥伦比亚西部的太平洋沿岸至厄瓜多尔西南部和秘鲁西北部。该物种是单型物种，没有亚种分化。